# Cmentarz w Pradze
Cmentarz w Pradze (wł. Il cimitero di Praga) – powieść Umberto Eco opublikowana w 2010, poświęcona powstaniu antysemickiej mistyfikacji – Protokołów Mędrców Syjonu. Wydanie polskie ukazało się w wydawnictwie Noir sur Blanc w przekładzie Krzysztofa Żaboklickiego (ISBN 978-83-7392-360-7).

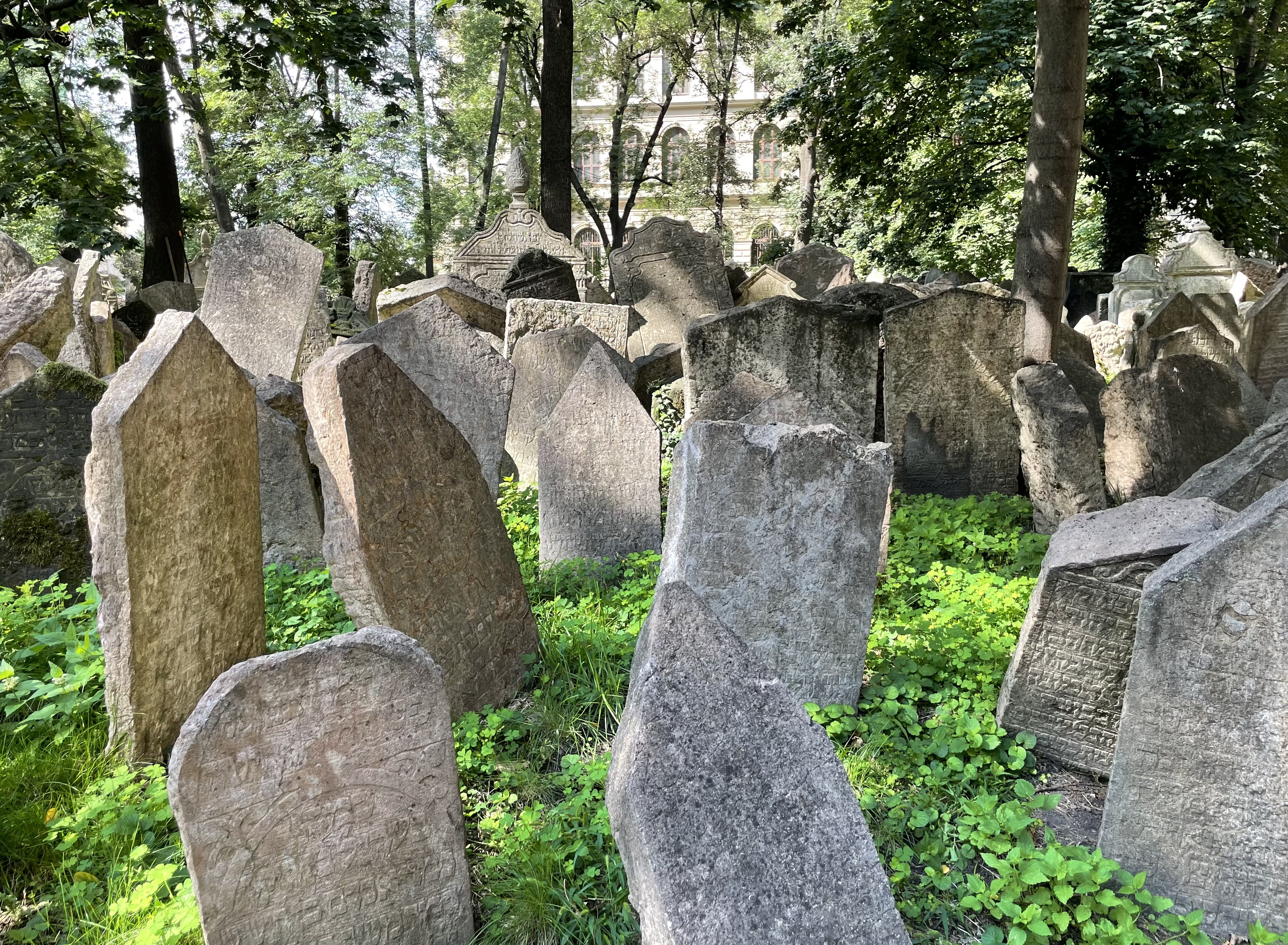
Fragment tytułowego cmentarza żydowskiego w Pradze

Bohaterem powieści jest Simonini, antysemita, fałszujący na zlecenie dokumenty. Jego zleceniodawcami są zarówno osoby prywatne, jak i służby rządowe. Jednym z najważniejszych oszustw Simoniniego jest sfabrykowanie dokumentu poświęconego spotkaniu, jakie mieli odbyć Żydzi na starym cmentarzu żydowskim w Pradze; podczas którego mieli ustalić plan przejęcia władzy nad światem.
W powieści występują liczne postacie historyczne (m.in. Aleksander Dumas, Maurice Joly, Sigmund Freud, Léo Taxil i wymyślona przez niego Diana Vaughan). Eco zaznacza, że jedyną postacią fikcyjną jest główny bohater.
Utwór był krytykowany – „L’Osservatore Romano” zarzucił autorowi, że powieść jest nudna, miał też obiekcje wobec braku jednoznacznego potępienia antysemityzmu w utworze. Również Naczelny Rabin Rzymu, Riccardo Di Segni, skrytykował Cmentarz w Pradze za wygrzebywanie antysemickich treści.